# Cecilia Vicuña
Pour les articles homonymes, voir Vicuña et Vicuña (homonymie).
Cecilia Vicuña, née le 22 juillet 1948 est une poétesse, peintre, performeuse, plasticienne et activiste chilienne basée à New York et Santiago. 

## Biographie
Cecilia Vicuña passe son enfance à Santiago du Chili. En 1971, elle obtient la maîtrise en arts visuels de l'Université du Chili. En 1972, elle rejoint la Slade School of Fine Art à  Londres. À la suite de la mort du président Salvador Allende et du coup d'état du 11 septembre 1973  mené par le général Augusto Pinochet, elle décide de rester en exil à Londres,.
Cecilia Vicuña participe à des manifestations pacifiques contre le fascisme et les violations des droits humains au Chili et dans d'autres pays. Elle fait partie des membres qui fondent  des Artistes pour la Démocratie et organisent le Festival des Arts de la Démocratie au Chili, à la Royal College of Art en 1974.
En 1975, Cecilia Vicuña quitte Londres, et s'installe à Bogotá, en Colombie. En 1980, elle s'installe à New York City.
En 2022, elle remporte un Lion d'or pour la carrière à la biennale de Venise

## Performance
De 1967 à 1972, Cecilia Vicuña fait partie d'un groupe informel d'artistes et de poètes, Tribu No, qui organisent des actions à Santiago du Chili qu'elle surnomme No manifesto,.
En 1979, vivant à Bogota, Cecilia Vicuña crée la performance El Vaso de Leche (Le Verre de Lait) dans lequel elle renverse un verre de lait pour protester contre la mort de 1 920 enfants due à la contamination du lait. La société responsable avait ajouté des produits nocifs comme de la peinture pour maximiser ses profits,.
Elle effectue des performances à l'étranger à partir des textes qu'elle écrit, souvent dans le cadre d'expositions d'art ou d'installations. Elle fait des vidéos et des captations des performances notamment celles réalisées réalisées à Pennsound. En 2012 Cracher Temple: Les Performances de Cecilia Vicuña comprend des transcriptions et des commentaires de différentes performances.

## Poésie
Cecilia Vicuña écrit également des livres de poésie, dont la plupart sont traduits en plusieurs langues. 
Elle publie Saboramí en 1973, un livre réalisé en collaboration avec Felipe Ehrenberg, sorte de journal intime, en 1983  La Précarité de l'/Precario, en 2000 le Cloud Net  et en 2002 Instan.
En 1966, pour l'un de ses livres expérimentaux, El Diario Estupidio, Cecilia Vicuña écrit 7 000 mots par jour, relatant ses émotions et ses expériences. 
En 2009, elle publie avec Ernesto Livon Grosman,  le Livre de la Poésie latino-Américaine, une anthologie des 500 ans de la poésie latino-Américaine,.

## Expositions
Cecilia Vicuña réalise des œuvres éphémères. Elle utilise des matériaux souvent fragiles, biodégradables, pour marquer sa préoccupation : l'environnement. Elle décrit son travail comme une manière d'« entendre un ancien silence, qui attend d'être entendu ». 
En 1966, elle commence une série sculpturale appelée los precarios, sorte de poèmes visuels. Ce sont despeits objets ou des petites installations faites avec un minimum de moyens. Elle utilise des objets trouvés, des matériaux de récupération comme la laine, des bâtons, des plumes, des feuilles, des pierres et des os. Entre 1972 et 1973, elle crée plus de 400 precarios comme un acte de résistance politique en réponse au coup d'État militaire dû au général Pinochet.
En 1972, Cecilia Vicuña se consacre à la peinture figurative. Elle mêle portraits de poétesses et personnalités politiques comme Karl Marx, Lénine, Salvador Allende, Hô Chi Minh, qu'elle désacralise en ajoutant une touche pop-art, une guirlande de fleurs comme une auréole de saint, pour Karl Marx. Cette période est mélancolique pour Cecilia Vicuña, un an après en 1973, Salvador Allende est assassiné. En 2018, le Solomon R. Guggenheim Museum,  acquiert le portrait de Karl Marx.
Cecilia Vicuña utilise de la laine de vigogne, animal sacré des Andes dont elle partage le nom Vicuña comme une métaphore. Le langage visuel de la série Cloud-Net a permis d'installer à grande échelle des métiers à tisser dans les milieux ruraux et urbains faisant le lien entre le mouvement féministe et le mouvement artistique Pattern and Decoration (en).
Cecilia Vicuña est également connue pour ses œuvres monumentales mettant en avant la laine brute et d'autres fibres, teintes en pourpre qui évoquent les menstrues et le sang.
Cecilia Vicuña réutilise le quipu système de communication qu'utilisait les peuples autochtones incas dans la civilisation pré-colombienne. Le quipu est un dispositif transportable constitué d'une série de cordelettes de longueurs et couleurs différentes fixées à une corde, présentant une série de nœuds. Ce système servait d'écriture, de comptage et de mémoire. Il a été interdit lors la colonisation espagnole. Telle une chamane, Cecilia Vicuña utilise le quipu à travers ses performances interactives créant des installations immersives et monumentales.
Son travail a été présenté au Museo Nacional de Bellas Artes de Santiago, l'Institute of Contemporary Arts (ICA), à la Whitechapel Art Gallery de Londres, au Whitney Museum of American Art, à l'Université de Californie, Berkeley Art Museum, au MoMA, à New York, et au Brooklyn Museum.
En 2017, son travail est présenté à Athènes et à Cassel lors de la documenta 14. 
En 2017, le Centre d'art contemporain de La Nouvelle-Orléans monte une exposition itinérante intitulée Cecilia Vicuña:  About To Happenr. 
En 2018, l'exposition, "Cecilia Vicuña: Disappeared Quipu," est proposé au Brooklyn Museum.

## Expositions personnelles
- Cecília Vicuña: Pinturas, poemas y explicaciones, Museu Nacional de Bellas Artes, Santiago, 1971[24]
- Cecília Vicuña: Precarios, Exit Gallery, New York, 1990
- Cecília Vicuña: El Ande Futuro, Berkeley Art Museum et Pacific Film Archive, Berkeley, 1992
- Cecília Vicuña/Water Writing: Anthological Exhibition, 1966-2009, Institute for Women & Art, Rutgers University, New Brunswick, NJ, 2009
- Artists for Democracy: El archivo de Cecília Vicuña, Museu Nacional de Bellas Artes; Museu de la Memoria y los Derechos Humanos, Santiago, 2014
- Cecilia Vicuña: Disappeared Quipu, Brooklyn Museum, New York, 2018

## Prix et distinctions
- The Anonymous Was a Woman Award, New York, 1999
- The Andy Warhol Foundation Award, 1997
- Lion d'or, Biennale de Venise, 2022[25]

## Citation de l'artiste
« Nous exploitons la Terre à la limite de ses capacités. Il est temps pour nous de prêter une oreille neuve aux voix des Anciens »